# Vera (2019)
Vera ist ein deutscher Psycho-Thriller aus dem Jahr 2019 von Waldemar Oldenburger.

## Handlung
Vera ist eine junge Frau, die Menschen auf deren Wunsch Sterbehilfe leistet, indem sie diese mit einem Narkosemittel vergiftet. Sie geht dabei sehr einfühlsam vor. Als Teil des Sterberituals singt sie ihren Klienten ein (vermutlich) portugiesisches Schlaflied. In den ersten 5 Minuten des Films wird das Ritual anhand der Klientin Petra gezeigt.
Als sie von Marvin, dem Sohn der offenbar an Demenz erkrankten Gerda, engagiert wird, entdeckt Vera, dass Marvin seine Mutter mit Medikamenten ruhig stellt. Außerdem hört Vera, dass Gerda das Schlaflied, das Teil ihres Rituals ist, summt. Als sie Gerda das Lied vorsingt, stellt sie fest, dass Gerda geradezu aus der Demenz erwacht und von einer Tochter Evelyn spricht, der sie dieses Lied beigebracht habe. Dass Veras Mutter auch Evelyn hieß und Vera das Lied weitergegeben hatte, legt den Schluss nahe, dass es neben Marvin eine Tochter Evelyn gegeben haben muss, die Veras Mutter war. Vera ist also eine Enkelin Gerdas.
Marvin und seine Tochter Zoe haben den Verdacht, dass ihre Mutter bzw. Großmutter Gerda noch Reichtümer im Haus versteckt hat. Sie wollen Vera benützen, das Kästchen mit den unbekannten Reichtümern im Haus zu finden; Zoe hat zu diesem Zweck nach Vera recherchiert und sie engagiert. Vera findet das Kästchen durch geeignete Interpretation des Schlaflieds; die vermeintlichen Reichtümer stellen sich aber nur als Erinnerungsfotos an Evelyn heraus. Im Rahmen der Suche kommt es zu gewalttätigen Auseinandersetzungen zwischen Vera und Marvin bzw. Vera und Zoe. Vera überlebt blutüberströmt. Der Film endet mit dem Schlaflied und dem Löschen des Lichts in Gerdas Zimmer.

## Hintergrund
Der Film diskutiert anhand von zwei Fällen implizit die Haltung zu Euthanasie bzw. Sterbehilfe. Im ersten Fall („Petra“) ist das Einvernehmen zwischen der Sterbewilligen und der Helferin klar und unbestritten. Im zweiten Fall („Gerda“), der den wesentlichen Teil des Films ausmacht, ist unklar, inwieweit Gerda überhaupt ihren Tod will oder ob er nur im finanziellen Interesse ihres Sohns Marvin und ihrer Enkelin Zoe liegt. Vera erkennt das Problem, das aber durch die persönliche Involviertheit noch überlagert wird.
Der Film kommt mit fünf Rollen und Darstellern aus; er wurde sichtlich in kurzer Zeit mit wenig materiellem Aufwand gedreht.

## Auszeichnung
2019: Der Film war im Rahmen der  Internationalen Hofer Filmtage für die beste Regie und für den Förderpreis Neues Deutsches Kino nominiert.